# COMU
COMU [(1-Cyano-2-ethoxy-2-oxoethylidenaminooxy)dimethylamino-morpholino-carbenium-hexafluorophosphat] ist ein Kupplungsreagenz, welches in der Peptidsynthese zur Erzeugung von Peptiden verwendet wird.
Die Verbindung ist thermisch instabil und kann sich stark exotherm zersetzen. Eine DSC-Messung zeigt ab 127 °C eine Zersetzungsreaktion mit einer Reaktionsenthalpie von −736 J·g−1 bzw. −315 kJ·mol−1.
Alternative Kopplungsreagenzien sind z. B. HATU, HBTU, HCTU, TBTU, TOMBU und COMBU.